# Sierra Madre Mountains
Sierra Madre Mountains je menší pohoří v jihozápadní Kalifornii ve Spojených státech amerických. Tvoří nejjižnější část Kalifornského pobřežního pásma. Sierra Madre Mountains leží v krajích Santa Barbara County a Ventura County.
Oblast je součástí přírodní rezervace Los Padres National Forest a je velmi řídce osídlená.

## Geografie a geologie
Rozkládá se ze severozápadu směrem na jihovýchod v délce přibližně 40 km. Severně leží pohoří Temblor Range, jižně San Rafael Mountains (které je již součástí Transverse Ranges). Nejvyšším vrcholem pásma je Peak Mountain s nadmořskou výškou 1 783 m. Geologicky je Sierra Madre Mountains tvořena třetihorními sedimenty, zejména pískovci.

## Flora a fauna
Vegetaci tvoří především keře a nízké porosty dubů. Ve vyšších polohách rostou stálezelené smíšené lesy. V pohoří žije ohrožený kondor kalifornský.